# Aminoalcool

Structura chimică a etanolaminei, cel mai simplu aminoalcool.

Aminoalcooli alcătuiesc o clasă de compuși organici care conțin în catena hidrocarbonată atât o grupă funcțională hidroxil (-OH), cât și o grupă amino (-NH2, -NHR sau -NR2). Există mai multe tipuri de astfel de compuși, după poziția relativă a celor două grupe în moleculă.

## Exemple
Cel mai simplu exemplu de aminoalcool este etanolamina. Alte exemple de aminoalcooli sunt propranololul și pindololul, medicamente din clasa beta-blocantelor.

Alkanolamines
Metanolamină
Etanolamină
2-amino-2-metil-1-propanol
Valinol
Sfingozină